# Elizabeth's Prayer
Elizabeth's Prayer è un cortometraggio muto del 1914 diretto da Fred Huntley.

## Trama
Un giovane avvocato e suo padre cadono entrambi nelle reti di un'attrice senza scrupoli di cui entrambi si innamorano.

## Produzione
Il film fu prodotto dalla Selig Polyscope Company.

## Distribuzione
Distribuito dalla General Film Company, il film - un cortometraggio in una bobina - uscì nelle sale cinematografiche statunitensi il 13 marzo 1914.